# Уйбуда-кёзпонт (станция метро)
«Уйбуда-кёзпонт» (венг. Újbuda–központ — Уйбуда-центр) — станция Будапештского метрополитена. Расположена на линии M4 (зелёной), между станциями «Бикаш парк» и «Мориц Жигмонд кёртер».
Открыта 28 марта 2014 года в составе пускового участка линии M4 «Келенфёльд вашуталломаш» — «Келети пайаудвар».
Находится на пересечении двух главных улиц района Уйбуда — проспектов Бочкаи (венг. Bocskai ut) и Фехевари (венг. Fehervari ut), к ним примыкают улицы Уласло (венг. Ulaszlo) и Бараньяи (венг. Baranyai).

## Наземный транспорт
Автобусы: 33, 53, 58, 150, 153, 154, 212; трамваи: 4, 17, 41, 47, 48, 56